# Venuše (jméno)
Venuše je ženské rodné jméno. Je odvozeno z latinského jména bohyně lásky „Venus“, možná je příbuzné se sanskrtským slovem „vanas“ znamenající „touha“.
Tradičně Venuše slaví svátek 6. dubna, ve stejný den jako Vendula, a 28. září. Mezi domácké podoby patří Venuška, Venuš, Venča, Venda a Vendula.
S největší hustotou se jméno vyskytuje v Ústeckém kraji, nejvíce na Lovosicku, kde jde o 58. nejčastější ženské jméno.

## Známé nositelky jména
- Venus Williamsová – americká tenistka